# لوك ديفيس
لوك ديفيس (بالإنجليزية: Luke Davies) (و. 1962  م) هو روائي، وكاتب سيناريو، وشاعر أسترالي، ولد في سيدني.

## التعليم
تعلم في جامعة سيدني
.

## وصلات خارجية
- لوك ديفيس على موقع IMDb (الإنجليزية)
- لوك ديفيس على موقع قاعدة بيانات الفيلم (الإنجليزية)

- لوك ديفيس في قاعدة بيانات الأفلام على الإنترنت